# Wait for U
Wait for U è un singolo del rapper statunitense Future, pubblicato il 3 maggio 2022 come secondo estratto dal nono album in studio I Never Liked You.

## Descrizione
Il brano conta la partecipazione del rapper americano-canadese Drake e della cantante nigeriana Tems, quest'ultima presente tramite un sample della sua canzone Higher contenuta nell'EP For Broken Ears (2020).

## Video musicale
Il video musicale, diretto da Director X, è stato reso disponibile il 5 maggio 2022.

## Successo commerciale
Wait for U è entrata al vertice della Billboard Hot 100 statunitense, divenendo la seconda numero uno di Future, la decima di Drake e la prima di Tems. Ha debuttato grazie a 40,2 milioni di stream, 7,9 milioni di audience radiofonica e 6 400 download digitali.

## Classifiche

### Classifiche settimanali
| Classifica (2022) | Posizione massima |
| ----------------- | ----------------- |
| Australia         | 12                |
| Austria           | 65                |
| Canada            | 3                 |
| Germania          | 77                |
| Grecia            | 21                |
| Irlanda           | 21                |
| Islanda           | 11                |
| Lituania          | 28                |
| Nuova Zelanda     | 7                 |
| Paesi Bassi       | 59                |
| Portogallo        | 68                |
| Regno Unito       | 8                 |
| Slovacchia        | 78                |
| Stati Uniti       | 1                 |
| Sudafrica         | 1                 |
| Svizzera          | 34                |

### Classifiche di fine anno
| Classifica (2022) | Posizione |
| ----------------- | --------- |
| Australia         | 55        |
| Canada            | 36        |
| Nuova Zelanda     | 38        |
| Regno Unito       | 48        |
| Stati Uniti       | 11        |
| Classifica (2023) | Posizione |
| Stati Uniti       | 83        |

## Date di pubblicazione
| Paese                 | Data          | Formato                | Nota   |
| --------------------- | ------------- | ---------------------- | ------ |
| Stati Uniti d'America | 3 maggio 2022 | Rhythmic contemporary  | [ 12 ] |
| Italia                | 6 maggio 2022 | Contemporary hit radio | [ 30 ] |